# Oscar al millor guió adaptat
L'Oscar al millor guió adaptat  és un premi atorgat per l'Acadèmia de les Arts i les Ciències Cinematogràfiques, cada any, que es dona a un guió cinematogràfic provinent d'una altra font (normalment un llibre, una obra de teatre, una sèrie de televisió o una pel·lícula ja existent).

## Història
Aquesta categoria existeix des de la primera edició dels premis l'any 1928, si bé al llarg de la història ha rebut diferents noms. En les edicions de 1929 i 1930 no hi hagué distinció entre obres originals i adaptades pel que fa a la categoria. En l'edició de 1931 ja es tornà a subdividir la categoria novament en història original i guió adaptat.
Joseph L. Mankiewicz, fou el primer guionista en guanyar dues vegades el premi i ho feu de forma consecutiva els anys 1949 i 1950. Altres guanyadors per partida doble són George Seaton, Robert Bolt (que també guanyà dues vegades consecutives), Francis Ford Coppola, Mario Puzo, Alvin Sargent, Ruth Prawer Jhabvala, Alexander Payne i Michael Wilson. Aquest últim estigué inclòs a la "llista negra de Hollywood" i el segon guardó no li fou concedit fins anys més tard.
La primera dona en guanyar el premi a millor guió adaptat fou Frances Marion l'any 1930 i els primers germans Philip G. Epstein i Julius J. Epstein el 1942 per Casablanca. Posteriorment James i William Goldman guanyaren el premi, de manera separada i els últims germans en aconseguir guanyar el premi foren Joel i Ethan Coen per No Country for Old Men.
Dos autors han vist adaptats els seus texts amb dues victòries: Mario Puzzo ha vist adaptada la seva novel·la The Goodfather i ha resultat guanyador els anys 1972 i 1974 en un guió realitzat per ell mateix i Francis Ford Coppola, i E. M. Foster ha vist adaptades les seves novel·les A room with a view i Howards Ends els anys 1986 i 1992 per part de Ruth Prawer Jhabvala. Per la seva part, Larry McMurtry és l'únic autor que ha guanyat el premi adaptant una novel·la d'un altre (Brokeback Mountain d'Annie Proulx el 2005) i que ha vist com una novel·la seva Terms of Endearment resultava guanyadora l'any 1983. Emma Thompson és l'únic intèrpret en rebre sengles Oscars, en aquest cas com a actriu principal i guió adaptat, esdevenint també nominats els actors Billy Bob Thornton i John Huston.
El guionistes Billy Wilder, Charles Brackett, Paddy Chayefsky, Francis Ford Coppola, Horton Foote, William Goldman, Robert Benton, Bo Goldman i Joel i Ethan Coen també han aconseguit un Oscar per un guió original.
Notables autors han participat en aquesta categoria adaptant els seus textos o els d'altres escriptors: George Bernard Shaw, Graham Greene, Tennessee Williams, Vladimir Nabokov, James Hilton, Dashiell Hammett, Raymond Chandler, Lillian Hellman, Irwin Shaw, James Agee, Norman Corwin, S. J. Perelman, Terence Rattigan, John Osborne, Robert Bolt, Harold Pinter, David Mamet, Larry McMurtry, Arthur Miller, John Irving, David Hare, Tony Kushner o August Wilson.

## Guanyadors i nominats
En les llistes que segueixen, el guanyador del premi es mostra en primer lloc i en negreta, el segueixen els altres nominats. Cada entrada individual mostra el nom de la pel·lícula seguit pel nom del guionista i la font de referència. Seguint la pràctica de l'Acadèmia, les pel·lícules detallades en la llista estan classificades segons l'any de la seva nominació oficial a Los Angeles que és, normalment, l'any de la seva estrena.

### Dècada del 1920
| Millor escriptor, adaptació (Best Writing, Adaptation) | | |
| 1928                                                   | | |
|                                                        | Benjamin Glazer per 7th Heaven (sobre obra de teatre The Seventh Heaven d'Austin Stong)                     | - Anthony Coldeway per Glorious Betsy (sobre obra de teatre Glorious Betsy de Rida Johnson Young) - Alfred A. Cohn per The Jazz Singer (sobre obra de teatre The Day of Atonement de Samson Raphaelson) |
| Assoliment escriptor (Writing Achievement)             | | |
| 1929                                                   | | |
|                                                        | Hanns Kräly per The Patriot (sobre l'obra Der Patriot d'Ashley Dukes i l'obra Paul I de Dmitri Merejkovski) | - Elliott J. Clawson per The Cop (guió original) - Tom Barry per In Old Arizona (sobre història The Caballero's Way de O. Henry) - Hanns Kräly per The Last of Mrs. Cheyney (sobre obra de teatre The Last of Mrs. Cheyney de Frederick Lonsdale) - Elliott Judd Clawson per The Leatherneck (guió original) - Josephine Lovett per Our Dancing Daughters (guió original) - Elliott Judd Clawson per Sal of Singapore (sobre història The Sentimentalists de Dale Collins) - Elliott Judd Clawson per Skyscraper (sobre història de Dudley Murphy) - Tom Barry per The Valiant (sobre obra The Valiant de Halworthy Hall i Robert Middlemass) - Bess Meredyth per A Woman of Affairs (sobre novel·la The Green Hat de Michael Arlen) - Bess Meredyth per Wonder of Women (sobre novel·la Die Frau des Steffen Tromholt de Hermann Sudermann) |

### Dècada del 1930
| Guanyador                                              | Nominats | |
| 1930                                                   | 1930 | 1930 |
| ------------------------------------------------------ | --- | --- |
|                                                        | Frances Marion per The Big House (guió original)                                                                           | - Maxwell Anderson (adaptació), George Abbott (guió) i Del Andrews (adaptació) per All Quiet on the Western Front (sobre novel·la Im Westen nichts Neues d'Erich Maria Remarque) - Julien Josephson per Disraeli (sobre obra Disraeli de Louis N. Parker) - John Meehan per The Divorcee (sobre novel·la Ex-Wife d'Ursula Parrott) - Lenore J. Coffee i Howard Estabrook per Street of Chance (sobre història d'Oliver H. P. Garrett)                           |
| Millor escriptor, adaptació (Best Writing, Adaptation) | | |
| 1931                                                   | | |
|                                                        | Howard Estabrook per Cimarron (sobre novel·la Cimarron d'Edna Ferber)                                                      | - Seton I. Miller i Fred Niblo Jr. per The Criminal Code (sobre obra The Criminal Code de Martin Flavin) - Horace Jackson per Holiday (sobre obra Holiday de Philip Barry) - Francis Edward Faragoh (guió) i Robert N. Lee (continuïtat) per Little Caesar (sobre novel·la Little Caesar de William R. Burnett) - Joseph L. Mankiewicz i Sam Mintz per Skippy (sobre historieta il·lustrada Skippy de Percy Crosby)                                             |
| 1932                                                   | | |
|                                                        | Edwin J. Burke per Bad Girl (sobre novel·la Bad Girl de Viña Delmar)                                                       | - Sidney Howard per Arrowsmith (sobre novel·la Arrowsmith de Sinclair Lewis) - Samuel Hoffenstein i Percy Heath per El Dr. Jekyll i el Sr. Hyde (sobre novel·la L'estrany cas del Dr. Jekyll i Mr. Hyde de Robert Louis Stevenson) |
| 1933                                                   | | |
|                                                        | Victor Heerman i Sarah Y. Mason per Little Women (sobre novel·la Donetes de Louisa May Alcott)                             | - Robert Riskin per Lady for a Day (sobre obra Madame la Gimp de Damon Runyon) - Paul Green i Sonya Levien per State Fair (sobre novel·la State Fair de Philip Stong) |
| 1934                                                   | | |
|                                                        | Robert Riskin per Va succeir una nit (sobre obra Night Bus de Samuel Hopkins Adams)                                        | - Albert Hackett i Frances Goodrich per El sopar dels acusats (sobre novel·la The Thin Man de Dashiell Hammett) - Ben Hecht per Viva Villa! (sobre llibre Viva Villa! d'Edgecumb Pinchon i O. B. Stade) |
| 1935                                                   | | |
|                                                        | Dudley Nichols per El delator (sobre novel·la The Informer de Liam O'Flaherty)                                             | - Casey Robinson per Captain Blood (sobre novel·la Captain Blood de Rafael Sabatini) - Waldemar Young, John L. Balderston i Achmed Abdullah (guió); Grover Jones i William Slavens McNutt (adaptació) per The Lives of a Bengal Lancer (sobre novel·la The Lives of a Bengal Lancer de Francis Yeats-Brown) - Talbot Jennings, Jules Furthman i Carey Wilson per Rebel·lió a bord (sobre novel·la Mutiny on the Bounty de Charles Nordhoff i James Norman Hall) |
| Millor guionista (Best Writing, Screenplay)            | | |
| 1936                                                   | | |
|                                                        | Pierre Collings i Sheridan Gibney per The Story of Louis Pasteur (sobre història pròpia)                                   | - Frances Goodrich i Albert Hackett per After the Thin Man (sobre història de Dashiell Hammett) - Sidney Howard per Dodsworth (sobre obra Dodsworth de Sinclair Lewis) - Robert Riskin per Mr. Deeds Goes to Town (sobre història Opera Hat de Clarence Budington Kelland) - Morrie Ryskind i Eric Hatch per My Man Godfrey (sobre història 1101 Park Avenue d'Eric Hatch)                                                                                      |
| 1937                                                   | | |
|                                                        | Heinz Herald, Geza Herczeg i Norman Raine per The Life of Emile Zola (sobre llibre Zola and His Time de Matthew Josephson) | - Viña Delmar per La terrible veritat (sobre obra The Awful Truth d'Arthur Richman) - Marc Connelly, John Lee Mahin i Dale Van Every per Captains Courageous (sobre novel·la Captains Courageous de Rudyard Kipling) - Morrie Ryskind i Anthony Veiller per Dames de teatre (sobre obra Stage Door d'Edna Ferber i George S. Kaufman) - Dorothy Parker, Alan Campbell i Robert Carson per A Star Is Born (sobre història de William A. Wellman i Robert Carson) |
| 1938                                                   | | |
|                                                        | Ian Dalrymple, Cecil Lewis, W.P. Lipscomb i George Bernard Shaw per Pigmalió (sobre Obra Pigmalió de George Bernard Shaw)  | - John Meehan i Dore Schary per Boys Town (sobre història de Dore Schary i Eleanore Griffin) - Ian Dalrymple, Frank Wead i Elizabeth Hill per The Citadel (sobre novel·la The Citadel d'A. J. Cronin) - Lenore J. Coffee i Julius J. Epstein per Four Daughters (sobre novel·la Sister Act de Fannie Hurst) - Robert Riskin per No us l'endureu pas (sobre obra You Can't Take It With You de George S. Kaufman i Moss Hart)                                    |
| 1939                                                   | | |
|                                                        | Sidney Howard per Allò que el vent s'endugué (sobre novel·la Allò que el vent s'endugué de Margaret Mitchell)              | - R. C. Sherriff, Claudine West i Eric Maschwitz per Goodbye, Mr. Chips (sobre novel·la Passi-ho bé, senyor Chips de James Hilton) - Sidney Buchman per Mr. Smith Goes to Washington (sobre història de Lewis R. Foster) - Charles Brackett, Billy Wilder i Walter Reisch per Ninotchka (sobre història de Melchior Lengyel) - Charles MacArthur i Ben Hecht per Cims borrascosos (sobre novel·la Cims borrascosos d'Emily Brontë)                              |

### Dècada del 1940
| Guanyador | Nominats | |
| 1940      | 1940 | 1940 |
| --------- | --- | --- |
|           | Donald Ogden Stewart per The Philadelphia Story (sobre obra The Philadelphia Story de Philip Barry)                                           | - Nunnally Johnson per El raïm de la ira (sobre novel·la El raïm de la ira de John Steinbeck) - Dalton Trumbo per Miratge d'amor (sobre novel·la Kitty Foyle de Christopher Morley) - Dudley Nichols per El retorn a casa (sobre obres The Moon of the Caribees, In the Zone, Bound East for Cardiff i The Long Voyage Home d'Eugene O'Neill) - Robert E. Sherwood i Joan Harrison per Rebecca (sobre novel·la Rebecca de Daphne du Maurier)       |
| 1941      | | |
|           | Sidney Buchman i Seton I. Miller per Here Comes Mr. Jordan (sobre obra Heaven Can Wait de Harry Segall)                                       | - Charles Brackett i Billy Wilder per Hold Back the Dawn (sobre història Memo to a Movie Producer de Ketti Frings) - Philip Dunne per Que verda era la meva vall (sobre novel·la How Green Was My Valley de Richard Llewellyn) - Lillian Hellman per La lloba (sobre obra pròpia The Little Foxes) - John Huston per El falcó maltès (sobre novel·la El falcó maltès de Dashiell Hammett)                                                          |
| 1942      | | |
|           | George Froeschel, James Hilton, Claudine West i Arthur Wimperis per Mrs. Miniver (sobre el personatge de la columna de diari de Jan Struther) | - Rodney Ackland i Emeric Pressburger per 49th Parallel (sobre història d'Emeric Pressburger) - Herman J. Mankiewicz i Jo Swerling per L'orgull dels ianquis (sobre història de Paul Gallico) - George Froeschel, Claudine West i Arthur Wimperis per Random Harvest (sobre novel·la Random Harvest de James Hilton) - Sidney Buchman i Irwin Shaw per The Talk of the Town (sobre història de Sidney Harmon)                                      |
| 1943      | | |
|           | Philip G. Epstein, Julius J. Epstein i Howard Koch per Casablanca (sobre Oora Everybody Comes to Rick's de Murray Burnett i Joan Alison)      | - Nunnally Johnson per Holy Matrimony (sobre novel·la Buried Alive d'Arnold Bennett) - Richard Flournoy, Lewis R. Foster, Frank Ross i Robert Russell per The More the Merrier (sobre història de Frank Ross i Robert Russell) - George Seaton per The Song of Bernadette (sobre novel·la The Song of Bernadette de Franz Werfel) - Dashiell Hammett per Watch on the Rhine (sobre obra Watch on the Rhine de Lillian Hellman)                     |
| 1944      | | |
|           | Frank Butler i Frank Cavett per Going My Way (sobre història de Leo McCarey)                                                                  | - Billy Wilder i Raymond Chandler per Double Indemnity (sobre novel·la Double Indemnity de James M. Cain) - John Van Druten, Walter Reisch i John L. Balderston per Gaslight (sobre obra Gas Light de Patrick Hamilton) - Jay Dratler, Samuel Hoffenstein i Betty Reinhardt per Laura (sobre novel·la Laura de Vera Caspary) - Irving Brecher i Fred F. Finklehoffe per Meet Me in St. Louis (sobre novel·la Meet Me in St. Louis de Sally Benson) |
| 1945      | | |
|           | Charles Brackett i Billy Wilder per Dies perduts (sobre novel·la The Lost Weekend de Charles R. Jackson)                                      | - Ranald MacDougall per Mildred Pierce (sobre novel·la Mildred Pierce de James M. Cain) - Albert Maltz per Pride of the Marines (sobre llibre Al Schmid, Marine de Roger Butterfield) - Leopold Atlas, Guy Endore i Philip Stevenson per The Story of G.I. Joe (sobre llibres Brave Men i Here Is Your War d'Ernie Pyle) - Frank Davis i Tess Slesinger per A Tree Grows in Brooklyn (sobre novel·la A Tree Grows in Brooklyn de Betty Smith)      |
| 1946      | | |
|           | Robert Sherwood per Els millors anys de la nostra vida (sobre novel·la Glory for Me de MacKinlay Kantor)                                      | - Sally Benson i Talbot Jennings per Anna i el rei de Siam (sobre novel·la Anna and the King of Siam de Margaret Landon) - Anthony Havelock-Allan, David Lean i Ronald Neame per Breu encontre (sobre obra Still Life de Noël Coward) - Anthony Veiller per The Killers (sobre novel·la curta The Killers d'Ernest Hemingway) - Sergio Amidei i Federico Fellini per Roma, ciutat oberta (sobre història de Sergio Amidei i Alberto Consiglio)     |
| 1947      | | |
|           | George Seaton per Miracle on 34th Street (sobre història de Valentine Davies)                                                                 | - Richard Murphy per Boomerang (sobre article de Reader's Digest d'Anthony Abbot) - John Paxton per Foc creuat (sobre novel·la The Brick Foxhole de Richard Brooks) - Moss Hart per Gentleman's Agreement (sobre novel·la Gentleman's Agreement de Laura Z. Hobson) - Anthony Havelock-Allan, David Lean i Ronald Neame per Grans esperances (sobre novel·la Great Expectations de Charles Dickens)                                                |
| 1948      | | |
|           | John Huston per El tresor de Sierra Madre (sobre novel·la The Treasure of the Sierra Madre de B. Traven)                                      | - Charles Brackett, Billy Wilder i Richard L. Breen per A Foreign Affair (sobre història de David Shaw) - Irmgard von Cube i Allen Vincent per Johnny Belinda (sobre obra Johnny Belinda d'Elmer Blaney Harris) - Richard Schweizer i David Wechsler per The Search (sobre història original) - Frank Partos i Millen Brand per The Snake Pit (sobre novel·la The Snake Pit de Mary Jane Ward)                                                     |
| 1948      | | |
|           | Joseph L. Mankiewicz per A Letter to Three Wives (sobre novel·la A Letter to Three Wives de John Klempner)                                    | - Robert Rossen per All the King's Men (sobre novel·la All the King's Men de Robert Penn Warren) - Cesare Zavattini per El lladre de bicicletes (sobre novel·la Bicycle Thief de Luigi Bartolini) - Carl Foreman per Champion (sobre novel·la curta Champion de Ring Lardner) - Graham Greene per L'ídol caigut (sobre novel·la curta The Basement Room de Graham Greene)                                                                          |

### Dècada del 1950
| Guanyador                                                                                  | Nominats | |
| 1950                                                                                       | 1950 | 1950 |
| ------------------------------------------------------------------------------------------ | --- | --- |
|                                                                                            | Joseph L. Mankiewicz per Tot sobre Eva (sobre novel·la curta The Wisdom of Eve de Mary Orr)                                                   | - Ben Maddow i John Hustonper La jungla d'asfalt (sobre novel·la The Asphalt Jungle de W.R. Burnett) - Albert Mannheimer per Nascuda ahir (sobre obra Born Yesterday de Garson Kanin) - Albert Maltz per Fletxa trencada (sobre novel·la Blood Brother d'Elliott Arnold) - Frances Goodrich i Albert Hackett per El pare de la núvia (sobre novel·la Father of the Bride d'Edward Streeter)                                                                          |
| 1951                                                                                       | | |
|                                                                                            | Harry Brown i Michael Wilson per A Place in the Sun (sobre novel·la An American Tragedy de Theodore Dreiser i obra de Patrick Kearney)        | - James Agee i John Huston per La reina d'Àfrica (sobre novel·la The African Queen de C.S. Forester) - Robert Wyler i Philip Yordan per Detective Story (sobre obra Detective Story de Sidney Kingsley) - Jacques Natanson i Max Ophüls per La ronda (sobre obra La Ronde d'Arthur Schnitzler) - Tennessee Williams per A Streetcar Named Desire (sobre obra A Streetcar Named Desire de Tennessee Williams)                                                         |
| 1952                                                                                       | | |
|                                                                                            | Charles Schnee per The Bad and the Beautiful (sobre història Tribute to a Badman de Charles Bradshaw)                                         | - Michael Wilson per Five Fingers (sobre novel·la Operation Cicero de L.C. Moyzisch) - Carl Foreman per Sol davant el perill (sobre història The Tin Star de John W. Cunningham) - John Dighton, Roger MacDougall i Alexander Mackendrick per L'home del vestit blanc (sobre obra The Man in the White Suit de Roger MacDougall) - Frank S. Nugent per The Quiet Man (sobre història Green Rushes de Maurice Walsh)                                                  |
| 1953                                                                                       | | |
|                                                                                            | Daniel Taradash per D'aquí a l'eternitat (sobre novel·la From Here to Eternity de James Jones)                                                | - Eric Ambler per The Cruel Sea (sobre novel·la The Cruel Sea de Nicholas Monsarrat) - Helen Deutsch per Lilí (sobre història Love of Seven Dolls de Paul Gallico) - Ian McLellan Hunter i John Dighton per Vacances a Roma (sobre història de Dalton Trumbo) - A.B. Guthrie Jr. per Arrels profundes (sobre novel·la Shane de Jack Schaefer) |
| 1954                                                                                       | | |
|                                                                                            | George Seaton per The Country Girl (sobre obra The Country Girl de Clifford Odets)                                                            | - Stanley Roberts per El motí del Caine (sobre novel·la The Caine Mutiny de Herman Wouk) - John Michael Hayes per La finestra indiscreta (sobre història It Had to Be Murder de Cornell Woolrich) - Billy Wilder, Samuel A. Taylor i Ernest Lehman per Sabrina (sobre novel·la Sabrina Fair de Samuel A. Taylor) - Albert Hackett, Frances Gooderich i Dorothy Kingsley per Set núvies per a set germans (sobre història The Sobbin' Women de Stephen Vincent Benét) |
| 1955                                                                                       | | |
|                                                                                            | Paddy Chayefsky per Marty (sobre Telefilm Marty de Paddy Chayefsky)                                                                           | - Millard Kaufman per Conspiració de silenci (sobre novel·la curta Bad Time at Honda de Howard Breslin) - Richard Brooks per La jungla de les pissarres (sobre novel·la Blackboard Jungle d'Evan Hunter) - Paul Osborn per A l'est de l'edèn (sobre novel·la East of Eden de John Steinbeck) - Daniel Fuchs i Isobel Lennart per Love Me or Leave Me (sobre història de Daniel Fuchs)                                                                                |
| Guió adaptat (Best Screenplay-Adapted)                                                     | | |
| 1956                                                                                       | | |
|                                                                                            | John Farrow, S. J. Perelman i James Poe per La volta al món en vuitanta dies (sobre novel·la La volta al món en vuitanta dies de Jules Verne) | - Tennessee Williams per Baby Doll (sobre obres curta Twenty-seven Wagons Full of Cotton i The Unsatisfactory Supper de Tennessee Williams) - Michael Wilson per La gran prova (sobre novel·la The Friendly Persuasion de Jessamyn West) - Fred Guiol i Ivan Moffat per Gegant (sobre novel·la Giant d'Edna Ferber) - Norman Corwin per Van Gogh, la passió de viure (sobre novel·la Lust for Life d'Irving Stone)                                                   |
| Guió basat en material d'altres mitjans (Screenplay Based on Material from Another Medium) | | |
| 1957                                                                                       | | |
|                                                                                            | Pierre Boulle, Carl Foreman i Michael Wilson per El pont del riu Kwai (sobre novel·la The Bridge over the River Kwai de Pierre Boulle)        | - John Huston i John Lee Mahin per Heaven Knows, Mr. Allison (sobre novel·la Heaven Knows, Mr. Allison de Charles Shaw) - John Michael Hayes per Peyton Place (sobre novel·la Peyton Place de Grace Metalious) - Paul Osborn per Sayonara (sobre novel·la Sayonara de James Michener) - Reginald Rose per Dotze homes sense pietat (sobre Telefilm Twelve Angry Men de Reginald Rose)                                                                                |
| 1958                                                                                       | | |
|                                                                                            | Alan Jay Lerner per Gigí (sobre novel·la Gigi de Colette)                                                                                     | - Richard Brooks i James Poe per La gata sobre la teulada de zinc (sobre obra Cat on a Hot Tin Roof de Tennessee Williams) - Alec Guinness per The Horse's Mouth (sobre novel·la The Horse's Mouth de Joyce Cary) - Nelson Gidding i Don M. Mankiewicz per Vull viure (sobre cartes de Barbara Graham i Articles d'Ed Montgomery) - John Gay i Terence Rattigan per Taules separades (sobre obra Separate Tables de Terence Rattigan)                                |
| 1959                                                                                       | | |
|                                                                                            | Neil Paterson per Un lloc a dalt de tot (sobre novel·la Room at the Top de John Braine)                                                       | - Wendell Mayes per Anatomia d'un assassinat (sobre novel·la Anatomy of a Murder de John D. Voelker) - Karl Tunberg per Ben Hur (sobre novel·la Ben-Hur: A Tale of the Christ de Lew Wallace) - Robert Anderson per Història d'una monja (sobre novel·la The Nun's Story de Kathryn Hulme) - Billy Wilder i I.A.L. Diamond per Ningú no és perfecte (sobre història de Robert Thoeren i M. Logan)                                                                    |

### Dècada del 1960
| Guanyador | Nominats                                                                                             | |
| 1960      | 1960                                                                                                 | 1960 |
| --------- | --- | --- |
|           | Richard Brooks per Elmer Gantry (sobre novel·la Elmer Gantry de Sinclair Lewis)                      | - Nedrick Young i Harold Jacob Smith per L'herència del vent (sobre obra Inherit the Wind de Jerome Lawrence i Robert E. Lee) - Gavin Lambert i T.E.B. Clarke per Sons and Lovers (sobre novel·la Fills i amants de D. H. Lawrence) - Isobel Lennart per Tres vides errants (sobre novel·la The Sundowners de Jon Cleary) - James Kennaway per Tunes of Glory (sobre novel·la Tunes of Glory de James Kennaway)                                                                   |
| 1961      | | |
|           | Abby Mann per Els judicis de Nuremberg (sobre obra Judgment at Nuremberg d'Abby Mann)                | - George Axelrod per Esmorzar amb diamants (sobre novel·la Breakfast at Tiffany's de Truman Capote) - Carl Foreman per The Guns of Navarone (sobre novel·la The Guns of Navarone d'Alistair MacLean) - Sydney Carroll i Robert Rossen per El vividor (sobre novel·la The Hustler de Walter Tevis) - Ernest Lehman per West Side Story (sobre obra West Side Story d'Arthur Laurents)                                                                                              |
| 1962      | | |
|           | Horton Foote per To Kill a Mockingbird (sobre novel·la Matar un rossinyol de Harper Lee)             | - Eleanor Perry per David and Lisa (sobre novel·la Lisa and David de Theodore Isaac Rubin) - Robert Bolt i Michael Wilson per Lawrence d'Aràbia (sobre escrits de T. E. Lawrence) - Vladimir Nabokov per Lolita (sobre novel·la Lolita de Vladimir Nabokov) - William Gibson per El miracle d'Anna Sullivan (sobre obra The Miracle Worker de William Gibson) |
| 1963      | | |
|           | John Osborne perTom Jones (sobre Novel·la The History of Tom Jones, a Foundling de Henry Fielding)   | - Richard L. Breen, Henry Ephron i Phoebe Ephron per Captain Newman, M.D. (sobre novel·la Captain Newman, M.D. de Leo Rosten) - Irving Ravetch i Harriet Frank, Jr. per Hud (sobre novel·la Horseman, Pass By de Larry McMurtry) - James Poe per Els lliris dels prats (sobre novel·la Lilies of the Field de William E. Barrett) - Serge Bourguignon i Antoine Tudal per Les dimanches de Ville d'Avray (sobre novel·la Les dimanches de Ville d'Avray de Bernard Eschassériaux) |
| 1964      | | |
|           | Edward Anhalt per Becket (sobre obra Becket de Jean Anouilh)                                         | - Stanley Kubrick, Terry Southern i Peter George per Doctor Strangelove (sobre novel·la Red Alert de Peter George) - Bill Walsh i Don DaGradi per Mary Poppins (sobre llibres Mary Poppins de P.L. Travers) - Alan Jay Lerner per My Fair Lady (sobre obra My Fair Lady d'Alan Jay Lerner i Pigmalió de George Bernard Shaw) - Michael Cacoyannis per Zorba the Greek (sobre novel·la Zorba the Greek de Nikos Kazantzakis)                                                       |
| 1965      | | |
|           | Robert Bolt per Doctor Jivago (sobre novel·la Doctor Jivago de Boris Pasternak)                      | - Walter Newman i Frank Pierson per Cat Ballou (sobre novel·la The Ballad of Cat Ballou de Roy Chanslor) - Stanley Mann i John Kohn per El col·leccionista (sobre novel·la The Collector de John Fowles) - Abby Mann per El vaixell dels bojos (sobre novel·la Ship of Fools de Katherine Anne Porter) - Herb Gardner per Milers de pallassos (sobre novel·la A Thousand Clowns de Herb Gardner)                                                                                  |
| 1966      | | |
|           | Robert Bolt per Un home per a l'eternitat (sobre obra A Man for All Seasons de Robert Bolt)          | - Bill Naughton per Alfie (sobre obra Alfie de Bill Naughton) - Richard Brooks per Els professionals (sobre novel·la A Mule for the Marquesa de Frank O'Rourke) - William Rose per Que vénen els russos! (sobre novel·la Off-Islanders de Nathaniel Benchley) - Ernest Lehman per Qui té por de Virginia Woolf? (sobre obra Who's Afraid of Virginia Woolf? d'Edward Albee) |
| 1967      | | |
|           | Stirling Silliphant per En la calor de la nit (sobre novel·la In the Heat of the Night de John Ball) | - Donn Pearce i Frank Pierson per La llegenda de l'indomable (sobre novel·la Cool Hand Luke de Donn Pearce) - Calder Willingham i Buck Henry per El graduat (sobre novel·la The Graduate de Charles Webb) - Richard Brooks per A sang freda (sobre novel·la A sang freda de Truman Capote) - Joseph Strick i Fred Haines per Ulysses (sobre novel·la Ulisses de James Joyce) |
| 1968      | | |
|           | James Goldman per The Lion in Winter (sobre obra The Lion in Winter de James Goldman)                | - Neil Simon per L'estranya parella (sobre obra L'estranya parella de Neil Simon) - Vernon Harris per Oliver! (sobre obra Oliver! de Lionel Bart) - Stewart Stern per Rachel, Rachel (sobre novel·la A Jest of God de Margaret Laurence) - Roman Polanski per La llavor del diable (sobre novel·la Rosemary's Baby d'Ira Levin) |
| 1968      | | |
|           | Waldo Salt per Cowboy de mitjanit (sobre obra novel·la Midnight Cowboy de James Leo Herlihy)         | - John Hale, Bridget Boland i Richard Sokolove per Anna dels mil dies (sobre obra Anne of the Thousand Days de Maxwell Anderson) - Arnold Schulman per Goodbye, Columbus (sobre novel·la Goodbye, Columbus de Philip Roth) - James Poe i Robert E. Thompson They Shoot Horses, Don't They? (sobre novel·la They Shoot Horses, Don't They? d'Horace McCoy) - Jorge Semprún i Costa-Gavras per Z (sobre novel·la Z de Vasilis Vasilikós)                                            |

### Dècada del 1970
| Guanyador                                                                                  | Nominats | |
| 1970                                                                                       | 1970 | 1970 |
| ------------------------------------------------------------------------------------------ | --- | --- |
|                                                                                            | Ring Lardner Jr. per M*A*S*H (sobre novel·la MASH: A Novel About Three Army Doctors de H. Richard Hornberger)                                               | - George Seaton per Airport (sobre novel·la Airport d'Arthur Hailey) - Robert Anderson per I Never Sang for My Father (sobre obra I Never Sang for My Father de Robert Anderson) - Joseph Bologna, David Zelag Goodman i Renée Taylor per Lovers and Other Strangers (sobre obra Lovers and Other Strangers de Joseph Bologna i Renée Taylor) - Larry Kramer per Women in Love (sobre novel·la Women in Love de D. H. Lawrence)                                           |
| 1971                                                                                       | | |
|                                                                                            | Ernest Tidyman per French Connection (sobre novel·la The French Connection: A True Account of Cops, Narcotics, and International Conspiracy de Robin Moore) | - Stanley Kubrick per A Clockwork Orange (sobre novel·la La taronja mecànica d'Anthony Burgess) - Bernardo Bertolucci per Il conformista (sobre novel·la Il conformista d'Alberto Moravia) - Ugo Pirro i Vittorio Bonicelli per El jardí dels Finzi Contini (sobre novel·la El jardí dels Finzi-Contini de Giorgio Bassani) - Larry McMurtry i Peter Bogdanovich per L'última projecció (sobre novel·la The Last Picture Show de Larry McMurtry)                          |
| 1972                                                                                       | | |
|                                                                                            | Mario Puzo i Francis Coppola per El Padrí (sobre novel·la El Padrí de Mario Puzo)                                                                           | - Jay Preston Allen per Cabaret (sobre obra Cabaret de Joe Masteroff) - Bengt Forslund i Jan Troell per Utvandrarna (sobre novel·les Utvandrarna i Invandrarna de Vilhelm Moberg) - Julius J. Epstein per Pete i Tillie (sobre història Witch's Milk de Peter De Vries) - Lonne Elder III per Sounder (sobre novel·la Sounder de William H. Armstrong) |
| 1973                                                                                       | | |
|                                                                                            | William Peter Blatty per L'exorcista (sobre novel·la L'exorcista de William Blatty)                                                                         | - Robert Towne per The Last Detail (sobre novel·la The Last Detail de Darryl Ponicsan) - James Bridges per The Paper Chase (sobre novel·la The Paper Chase de John Jay Osborn, Jr.) - Alvin Sargent per Lluna de paper (sobre novel·la Addie Pray de Joe David Brown) - Waldo Salt i Norman Wexler per Serpico (sobre llibre Serpico de Peter Maas) |
| Guió adaptat d'altres materials (Screenplay Adapted From Other Material)                   | | |
| 1974                                                                                       | | |
|                                                                                            | Mario Puzo i Francis Coppola per El Padrí II (sobre novel·la El Padrí de Mario Puzo)                                                                        | - Lionel Chetwynd i Mordecai Richler per The Apprenticeship of Duddy Kravitz (sobre novel·la The Apprenticeship of Duddy Kravitz de Mordecai Richler) - Julian Barry per Lenny (sobre obra Lenny de Julian Barry) - Paul Dehn per Assassinat a l'Orient Express (sobre novel·la Assassinat a l'Orient Express d'Agatha Christie) - Gene Wilder i Mel Brooks per El jove Frankenstein (sobre novel·la Frankenstein de Mary Shelley)                                        |
| 1975                                                                                       | | |
|                                                                                            | Bo Goldman i Laurence Hauben per Algú va volar sobre el niu del cucut (sobre novel·la Algú va volar sobre el niu del cucut de Ken Kesey)                    | - Stanley Kubrick per Barry Lyndon (sobre novel·la The Luck of Barry Lyndon de William Makepeace Thackeray) - John Huston i Gladys Hill per L'home que volia ser rei (sobre història The Man Who Would Be King de Rudyard Kipling) - Ruggero Maccari i Dino Risi per Profumo di donna (sobre novel·la Il buio e il mare de Giovanni Arpino) - Neil Simon per The Sunshine Boys (sobre obra The Sunshine Boys de Neil Simon)                                               |
| Guió basat en material d'altres mitjans (Screenplay Based on Material from Another Medium) | | |
| 1976                                                                                       | | |
|                                                                                            | William Goldman per Tots els homes del president (sobre llibre All the President's Men de Carl Bernstein i Bob Woodward)                                    | - Robert Getchell per Camí a la glòria (sobre llibre Bound for Glory de Woody Guthrie) - Federico Fellini i Bernardino Zapponi per Casanova (sobre autobiografia Histoire de ma vie de Giacomo Casanova) - Nicholas Meyer per The Seven-Per-Cent Solution (sobre novel·la The Seven-Per-Cent Solution de Nicholas Meyer) - David Butler i Steve Shagan per El viatge dels maleïts (sobre llibre Voyage of the Damned de Gordon Thomas i Max Morgan Witts)                 |
| 1977                                                                                       | | |
|                                                                                            | Alvin Sargent per Julia (sobre novel·la Pentimento de Lillian Hellman)                                                                                      | - Luis Buñuel i Jean-Claude Carrière per Cet obscur objet du désir (sobre novel·la La Femme et le pantin de Pierre Louÿs) - Peter Shaffer per Equus (sobre obra Equus de Peter Shaffer) - Gavin Lambert i Lewis John Carlino per I Never Promised You a Rose Garden (sobre novel·la I Never Promised You a Rose Garden de Hannah Greene) - Larry Gelbart per Oh, God! (sobre novel·la Oh, God! d'Avery Corman)                                                            |
| 1978                                                                                       | | |
|                                                                                            | Oliver Stone per L'Exprés de Mitjanit (sobre llibre Midnight Express de Billy Hayes i William Hoffer)                                                       | - Walter Newman per Stone, sang calenta (sobre novel·la Bloodbrothers de Richard Price) - Neil Simon per California Suite (sobre obra California Suite de Neil Simon) - Elaine May i Warren Beatty per El cel pot esperar (sobre obra Heaven Can Wait de Harry Seagal) - Bernard Slade per Same Time, Next Year (sobre obra Same Time, Next Year de Bernard Slade) |
| 1979                                                                                       | | |
|                                                                                            | Robert Benton per Kramer contra Kramer (sobre novel·la Kramer vs. Kramer d'Avery Corman)                                                                    | - John Milius i Francis Ford Coppola per Apocalypse Now (sobre novel·la El cor de les tenebres de Joseph Conrad) - Marcello Danon, Édouard Molinaro, Jean Poiret i Francis Veber per Casa de boges (sobre obra La Cage aux Folles de Jean Poiret) - Allan Burns per Una petita història d'amor (sobre novel·la E=MC2 mon amour de Patrick Cauvin) - Harriet Frank Jr. i Irving Ravetch per Norma Rae (sobre llibre Crystal Lee, a Woman of Inheritance de Hank Leiferman) |

### Dècada del 1980
| Guanyador | Nominats | |
| 1980      | 1980 | 1980 |
| --------- | --- | --- |
|           | Alvin Sargent per Gent corrent (sobre novel·la Ordinary People de Judith Guest) | - Jonathan Hardy, David Stevens i Bruce Beresford per Breaker Morant (sobre obra Breaker Morant de Kenneth G. Ross) - Tom Rickman per Coal Miner's Daughter (sobre llibre Coal Miner's Daughter de Loretta Lynn i George Vecsey) - Christopher De Vore, Eric Bergren i David Lynch per L'home elefant (sobre llibre The Elephant Man and Other Reminiscences de Frederick Treves i The Elephant Man: A Study in Human Dignity d'Ashley Montagu) - Lawrence B. Marcus i Richard Rush per The Stunt Man (sobre novel·la The Stunt Man de Paul Brodeur) |
| 1981      | | |
|           | Ernest Thompson per On Golden Pond (sobre obra On Golden Pond d'Ernest Thompson) | - Harold Pinter per La dona del tinent francès (sobre novel·la The French Lieutenant's Woman de John Fowles) - Dennis Potter per Diners caiguts del cel (sobre minisèrie Pennies from Heaven de Dennis Potter) - Jay Presson Allen i Sidney Lumet per El príncep de la ciutat (sobre llibre Prince of the City: The True Story of a Cop Who Knew Too Much de Robert Daley) - Michael Weller per Ragtime (sobre novel·la Ragtime d'E.L. Doctorow) |
| 1982      | | |
|           | Costa-Gavras i Donald Stewart per Missing (sobre llibre The Execution of Charles Horman: An American Sacrifice de Thomas Hauser)                                                       | - Wolfgang Petersen per El submarí (sobre novel·la Das Boot de Lothar G. Buchheim) - Alan J. Pakula per La decisió de la Sophie (sobre novel·la Sophie's Choice de William Styron) - David Mamet per Veredicte final (sobre novel·la The Verdict de Barry Reed) - Blake Edwards per Víctor, Victòria (sobre guió cinematogràfic Viktor und Viktoria de Reinhold Schünzel) |
| 1983      | | |
|           | James L. Brooks per La força de la tendresa (sobre novel·la Terms of Endearment de Larry McMurtry)                                                                                     | - Harold Pinter per Betrayal (sobre obra Betrayal de Harold Pinter) - Ronald Harwood per The Dresser (sobre obra The Dresser de Ronald Harwood) - Willy Russell per Educant la Rita (sobre obra Educating Rita de Willy Russell) - Julius J. Epstein per Reuben, Reuben (sobre obra Spoonford de Herman Shumlin) |
| 1984      | | |
|           | Peter Shaffer per Amadeus (sobre obra Amadeus de Peter Shaffer) | - Robert Towne i Michael Austin per Greystoke, la llegenda de Tarzan (sobre novel·la Tarzan of the Apes d'Edgar Rice Burroughs) - Bruce Robinson per Els crits del silenci (sobre article The Death and Life of Dith Pran de Sydney Schanberg) - David Lean per Passatge a l'Índia (sobre novel·la A Passage to India d'E.M. Forster) - Charles Fuller per Història d'un soldat (sobre obra A Soldier's Play de Charles Fuller) |
| 1985      | | |
|           | Kurt Luedtke per Out of Africa (sobre memòries Out of Africa d'Isak Dinesen, llibre Silence Will Speak d'Errol Trzebinski i Isak Dinesen: The Life of a Storyteller de Judith Thurman) | - Menno Meyjes per El color púrpura (sobre novel·la The Color Purple d'Alice Walker) - Leonard Schrader per O Beijo da Mulher Aranha (sobre novel·la El beso de la mujer araña de Manuel Puig) - Richard Condon i Janet Roach per L'honor dels Prizzi (sobre novel·la Prizzi's Honor de Richard Condon) - Horton Foote per Viatge a Bountiful (sobre obra The Trip to Bountiful de Horton Foote) |
| 1986      | | |
|           | Ruth Prawer Jhabvala per Una habitació amb vista (sobre novel·la A Room with a View d'E.M. Forster)                                                                                    | - Hesper Anderson i Mark Medoff per Fills d'un déu menor (sobre obra Children of a Lesser God de Mark Medoff) - Richard Price per El color dels diners (sobre novel·la The Color of Money de Walter Tevis) - Beth Henley per Crimes of the Heart (sobre obra Crimes of the Heart de Beth Henley) - Raynold Gideon i Bruce A. Evans per Compta amb mi (sobre novel·la The Body de Stephen King) |
| 1987      | | |
|           | Bernardo Bertolucci i Mark Peploe per L'últim emperador (sobre autobiografia From Emperor to Citizen: The Autobiography of Aisin-Gioro Pu Yi de Pu Yi)                                 | - Tony Huston per Els dublinesos (sobre novel·la curta The Dead de James Joyce) - James Dearden per Atracció fatal (sobre sèrie de televisió Diversion de James Dearden) - Gustav Hasford, Michael Herr i Stanley Kubrick per Full Metal Jacket (sobre novel·la The Short-Timers de Gustav Hasford) - Brasse Brännström, Per Berglund, Lasse Hallström i Reidar Jönsson per La meva vida de gos (sobre novel·la Mitt liv som hund de Reidar Jönsson)                                                                                                 |
| 1988      | | |
|           | Christopher Hampton per Les amistats perilloses (sobre l'obra Les amistats perilloses de Christopher Hampton i la novel·la de Pierre Choderlos de Laclos)                              | - Anna Hamilton Phelan (història i guió) i Tab Murphy (història) per Goril·les en la boira (sobre article de Harold T.P. Hayes) - Christine Edzard per Little Dorrit (sobre novel·la Little Dorrit de Charles Dickens) - Jean-Claude Carrière i Philip Kaufman per La insostenible lleugeresa del ser (sobre novel·la La insuportable lleugeresa de l'ésser de Milan Kundera) - Frank Galati i Lawrence Kasdan per El turista accidental (sobre novel·la The Accidental Tourist d'Anne Tyler)                                                        |
| 1989      | | |
|           | Alfred Uhry per Tot passejant Miss Daisy (sobre obra Driving Miss Daisy d'Alfred Uhry)                                                                                                 | - Ron Kovic i Oliver Stone per Born on the Fourth of July (sobre llibre Born on the Fourth of July de Ron Kovic) - Paul Mazursky i Roger L. Simon per Enemies, a Love Story (sobre novel·la Sonim, di Geshichte fun a Liebe d'Isaac Bashevis Singer) - Phil Alden Robinson per Camp de somnis (sobre novel·la Shoeless Joe de W.P. Kinsella) - Shane Connaughton i Jim Sheridan per My Left Foot (sobre llibre My Left Foot de Christy Brown) |

### Dècada del 1990
| Guanyador | Nominats | |
| 1990 | 1990 | 1990 |
| --- | --- | --- |
| | Michael Blake per Ballant amb llops (sobre novel·la Dances with Wolves de Michael Blake)                                     | - Steven Zaillian per Despertar (sobre llibre Awakenings d'Oliver Sacks) - Donald E. Westlake per Els estafadors (sobre novel·la The Grifters de Jim Thompson) - Nicholas Kazan per El misteri Von Bulow (sobre llibre Reversal of Fortune: Inside the von Bülow Case d'Alan M. Dershowitz) - Nicholas Pileggi i Martin Scorsese per Un dels nostres (sobre llibre Wiseguy de Nicholas Pileggi) |
| Guió basat en material prèviament publicat o produït (Screenplay Based on Material Previously Published or Produced) | | |
| 1991 | | |
| | Ted Tally per El silenci dels anyells (sobre novel·la The Silence of the Lambs de Thomas Harris)                             | - Agnieszka Holland per Europa Europa (sobre llibre I Was Hitler Youth Salomon de Salomon Perel) - Fannie Flagg i Carol Sobieski per Tomàquets verds fregits (sobre novel·la Fried Green Tomatoes at the Whistle Stop Cafe de Fannie Flagg) - Oliver Stone i Zachary Sklar per JFK (sobre llibre Crossfire: The Plot That Killed Kennedy de Jim Marrs i On the Trail of the Assassins de Jim Garrison) - Pat Conroy i Becky Johnston per El príncep de les marees (sobre obra The Prince of Tides de Pat Conroy) |
| 1992 | | |
| | Ruth Prawer Jhabvala per Retorn a Howards End (sobre novel·la Howards End d'E.M. Forster)                                    | - Peter Barnes per Un abril màgic (sobre novel·la Un abril prodigiós d'Elizabeth von Arnim) - Michael Tolkin per El joc de Hollywood (sobre novel·la The Player de Michael Tolkin) - Richard Friedenberg per El riu de la vida (sobre novel·la curta A River Runs Through It de Norman Maclean) - Bo Goldman per Scent of a Woman (sobre novel·la Il Buio E Il Miele de Giovanni Arpino i el guió cinematogràfic Profumo di Donna de Ruggiero Maccari i Dino Risi)                                               |
| 1993 | | |
| | Steven Zaillian per La llista de Schindler (sobre novel·la Schindler's Ark de Thomas Keneally)                               | - Jay Cocks i Martin Scorsese per L'edat de la innocència (sobre novel·la The Age of Innocence d'Edith Wharton) - Terry George i Jim Sheridan per En el nom del pare (sobre llibre Proved Innocent de Gerry Conlon) - Ruth Prawer Jhabvala per El que queda del dia (sobre novel·la The Remains of the Day de Kazuo Ishiguro) - William Nicholson per Shadowlands (sobre obra Shadowlands de William Nicholson)                                                                                                  |
| 1994 | | |
| | Eric Roth per Forrest Gump (sobre novel·la Forrest Gump de Winston Groom)                                                    | - Alan Bennett per La follia del rei George (sobre obra The Madness of George III d'Alan Bennett) - Robert Benton per Nobody's Fool (sobre novel·la Nobody's Fool de Richard Russo) - Paul Attanasio per Quiz Show (sobre llibre Remembering America: A Voice from the Sixties de Richard N. Goodwin) - Frank Darabont per Cadena perpètua (sobre novel·la Rita Hayworth and Shawshank Redemption de Stephen King)                                                                                               |
| 1995 | | |
| | Emma Thompson per Sentit i sensibilitat (sobre novel·la Seny i sentiment de Jane Austen)                                     | - William Broyles Jr. i Al Reinert per Apol·lo 13 (sobre llibre Lost Moon de Jim Lovell i Jeffrey Kluger) - George Miller i Chris Noonan per Babe (sobre novel·la The Sheep-Pig de Dick King-Smith) - Mike Figgis per Leaving Las Vegas (sobre novel·la Leaving Las Vegas de John O'Brien) - Anna Pavignano, Michael Radford, Furio Scarpelli, Giacomo Scarpelli i Massimo Troisi per Il postino (sobre novel·la Ardiente Paciencia d'Antonio Skármeta)                                                          |
| 1996 | | |
| | Billy Bob Thornton per L'altre costat de la vida (sobre curtmetratge Some Folks Call It a Sling Blade de Billy Bob Thornton) | - Arthur Miller per The Crucible (sobre obra Les Bruixes de Salem d'Arthur Miller) - Anthony Minghella per El pacient anglès (sobre novel·la The English Patient de Michael Ondaatje) - Kenneth Branagh per Hamlet (sobre obra Hamlet de William Shakespeare) - John Hodge per Trainspotting (sobre novel·la Trainspotting d'Irvine Welsh) |
| 1997 | | |
| Curtis Hanson | Curtis Hanson i Brian Helgeland per L.A. Confidential (sobre novel·la L.A. Confidential de James Ellroy)                     | - Paul Attanasio per Donnie Brasco(sobre novel·la Donnie Brasco: My Undercover Life in the Mafia de Joseph D. Pistone i Richard Woodley) - Atom Egoyan per The Sweet Hereafter (sobre novel·la The Sweet Hereafter de Russell Banks) - Hilary Henkin i David Mamet per La cortina de fum (sobre novel·la American Hero de Larry Beinhart) - Hossein Amini per Les ales del colom (sobre novel·la The Wings of the Dove de Henry James)                                                                           |
| 1998 | | |
| | Bill Condon per Gods and Monsters (sobre novel·la Father of Frankenstein de Christopher Bram)                                | - Scott Frank per Un embolic molt perillós (sobre novel·la Out of Sight d'Elmore Leonard) - Elaine May per Primary Colors (sobre novel·la Primary Colors de Joe Klein) - Scott B. Smith per A Simple Plan (sobre novel·la A Simple Plan de Scott B. Smith) - Terrence Malick per The Thin Red Line (sobre novel·la The Thin Red Line de James Jones) |
| 1999 | | |
| | John Irving per The Cider House Rules (sobre novel·la The Cider House Rules de John Irving)                                  | - Alexander Payne i Jim Taylor per Election (sobre novel·la Election de Tom Perrotta) - Frank Darabont per The Green Mile (sobre novel·la The Green Mile de Stephen King) - Eric Roth i Michael Mann per El dilema (sobre article The Man Who Knew Too Much de Marie Brenner) - Anthony Minghella per L'enginyós senyor Ripley (sobre novel·la The Talented Mr. Ripley de Patricia Highsmith) |

### Dècada del 2000
| Guanyador                         | Nominats | |
| 2000                              | 2000 | 2000 |
| --------------------------------- | --- | --- |
|                                   | Stephen Gaghan per Traffic (sobre sèrie de televisió Traffik de Simon Moore)                                                                    | - Robert Nelson Jacobs per Chocolat (sobre novel·la Chocolat de Joanne Harris) - Hui-Ling Wang, James Schamus i Kuo Jung Tsai per Tigre i drac (sobre novel·la Crouching Tiger, Hidden Dragon de Du Lu Wang) - Ethan Coen i Joel Coen per O Brother, Where Art Thou? (sobre poema L'Odissea d'Homer) - Steven Kloves per Joves prodigiosos (sobre novel·la Wonder Boys de Michael Chabon) |
| 2001                              | | |
|                                   | Akiva Goldsman per Una ment meravellosa (sobre biografia A Beautiful Mind de Sylvia Nasar)                                                      | - Daniel Clowes i Terry Zwigoff per Ghost World (sobre novel·la gràfica Ghost World de Daniel Clowes) - Todd Field i Robert Festinger per A l'habitació (sobre novel·la curta Killings d'Andre Dubus) - Fran Walsh, Philippa Boyens i Peter Jackson per El Senyor dels Anells: La Germandat de l'Anell (sobre novel·la La Germandat de l'Anell de J.R.R. Tolkien) - Ted Elliott, Terry Rossio, Joe Stillman i Roger S.H. Schulman per Shrek (sobre llibre infantil Shrek! de William Steig) |
| Guió adaptat (Adapted Screenplay) | | |
| 2002                              | | |
|                                   | Ronald Harwood per El pianista (sobre llibre The Pianist de Wladyslaw Szpilman)                                                                 | - Peter Hedges, Chris Weitz i Paul Weitz per Un nen gran (sobre novel·la About a Boy de Nick Hornby) - Charlie Kaufman i Donald Kaufman per Adaptation: el lladre d'orquídies (sobre novel·la The Orchid Thief de Susan Orlean) - Bill Condon per Chicago (sobre musical Chicago de Maurine Dallas Watkins) - David Hare per Les hores (sobre novel·la The Hours de Michael Cunningham) |
| 2003                              | | |
| Peter Jackson                     | Fran Walsh, Philippa Boyens i Peter Jackson per El Senyor dels Anells: El retorn del rei (sobre novel·la El retorn del rei de J. R. R. Tolkien) | - Robert Pulcini i Shari Springer Berman per American Splendor (sobre còmics American Splendor de Harvey Pekar i Our Cancer Year de Joyce Brabner) - Braulio Mantovani per Cidade de Deus (sobre novel·la Cidade de Deus de Paulo Lins) - Brian Helgeland per Mystic River (sobre novel·la Mystic River de Dennis Lehane) - Gary Ross per Seabiscuit (sobre llibre Seabiscuit: An American Legend de Laura Hillenbrand) |
| 2004                              | | |
| Alexander Payne                   | Alexander Payne i Jim Taylor per Entre copes (sobre novel·la Sideways de Rex Pickett)                                                           | - Julie Delpy i Ethan Hawke (guió); Richard Linklater (història/guió) i Kim Krizan (història) per Abans de la posta (sobre personatges del guió cinematogràfic Abans de l'alba de Richard Linklater i Kim Krizan) - David Magee per Descobrir el País de Mai Més (sobre obra The Man Who Was Peter Pan d'Allan Knee) - José Rivera per Diarios de motocicleta (sobre llibres Con el Che por America Latina d'Alberto Granado i Notas de viaje de Che Guevara) - Paul Haggis per Million Dollar Baby (sobre llibre Rope Burns: Stories from the Corner de F.X. Toole)                                                                                         |
| 2005                              | | |
| Larry McMurtry                    | Larry McMurtry i Diana Ossana per Brokeback Mountain (sobre novel·la curta Brokeback Mountain d'Annie Proulx)                                   | - Josh Olson per Una història de violència (sobre novel·la gràfica A History of Violence de John Wagner i Vince Locke) - Dan Futterman per Capote (sobre llibre Capote de Gerald Clarke) - Jeffrey Caine per The Constant Gardener (sobre novel·la The Constant Gardener de John le Carré) - Tony Kushner i Eric Roth per Munich (sobre llibre Vengeance: The True Story of an Israeli Counter-Terrorist Team de George Jonas) |
| 2006                              | | |
|                                   | William Monahan per Infiltrats (sobre el guió cinematogràfic d'Infernal Affairs d'Alan Mak i Felix Chong)                                       | - Sacha Baron Cohen, Peter Baynham i Anthony Hines (història/guió); Dan Mazer ((guió) i Todd Phillips (història) per Borat: Cultural Learnings of America for Make Benefit Glorious Nation of Kazakhstan (sobre personatge "Borat Sagdiyev" de la sèrie de televisió Da Ali G Show, creada per Sacha Baron Cohen) - Alfonso Cuarón, Timothy J. Sexton, David Arata, Mark Fergus i Hawk Ostby per Children of Men (sobre novel·la The Children of Men de P. D. James) - Patrick Marber per Notes on a Scandal (sobre novel·la Notes on a Scandal de Zoë Heller) - Todd Field i Tom Perrotta per Jocs secrets (sobre novel·la Little Children de Tom Perrotta) |
| 2007                              | | |
|                                   | Ethan Coen i Joel Coen per No Country for Old Men (sobre novel·la No Country for Old Men de Cormac McCarthy)                                    | - Christopher Hampton per Expiació (sobre novel·la Atonement d'Ian McEwan) - Sarah Polley per Lluny d'ella (sobre novel·la curta The Bear Went Over the Mountain d'Alice Munro) - Ronald Harwood per L'escafandre i la papallona (sobre llibre Le Scaphandre et le Papillon de Jean-Dominique Bauby) - Paul Thomas Anderson per Pous d'ambició (sobre novel·la Oil! d'Upton Sinclair) |
| 2008                              | | |
|                                   | Simon Beaufoy per Slumdog Millionaire (sobre novel·la Q & A de Vikas Swarup)                                                                    | - Eric Roth (història i guió) i Robin Swicord (història) per El curiós cas de Benjamin Button (sobre novel·la curta The Curious Case of Benjamin Button de F. Scott Fitzgerald) - John Patrick Shanley per El dubte (sobre obra Doubt: A Parable de John Patrick Shanley) - Peter Morgan per Frost/Nixon (sobre obra Frost/Nixon de Peter Morgan) - David Hare per El lector (sobre novel·la Der Vorleser de Bernhard Schlink) |
| 2009                              | | |
|                                   | Geoffrey Fletcher per Precious (sobre novel·la Push de Sapphire)                                                                                | - Neill Blomkamp i Terri Tatchell per Districte 9 (sobre curtmetratge Alive in Joburg de Neill Blomkamp) - Jesse Armstrong, Simon Blackwell, Armando Iannucci i Tony Roche per In the Loop (sobre personatge "Malcolm Tucker" de la sèrie de televisió The Thick of It, creada per Armando Iannucci) - Nick Hornby per Una educació (sobre llibre An Education de Lynn Barber) - Jason Reitman i Sheldon Turner per Up in the Air (sobre novel·la Up in the Air de Walter Kirn) |

### Dècada del 2010
| Guanyador       | Nominats | |
| 2010            | 2010 | 2010 |
| --------------- | --- | --- |
|                 | Aaron Sorkin per La xarxa social (sobre llibre The Accidental Billionaires de Ben Mezrich)                                    | - Danny Boyle i Simon Beaufoy per 127 Hours (sobre llibre Between a Rock and a Hard Place d'Aron Ralston) - Michael Arndt, John Lasseter, Andrew Stanton i Lee Unkrich per Toy Story 3 (sobre personatges extrets de la pel·lícula Toy Story, escrita per John Lasseter, Pete Docter, Andrew Stanton, Joe Ranft, Joss Whedon, Joel Cohen i Alec Sokolow i Toy Story 2, escrita per John Lasseter, Pete Docter, Ash Brannon, Andrew Stanton, Rita Hsiao, Doug Chamberlin i Chris Webb) - Joel Coen i Ethan Coen per True Grit (sobre novel·la True Grit de Charles Portis) - Debra Granik i Anne Rosellini per Winter's Bone (sobre novel·la Winter's Bone de Daniel Woodrell) |
| 2011            | | |
| Alexander Payne | Alexander Payne, Nat Faxon i Jim Rash per The Descendants (sobre novel·la The Descendants de Kaui Hart Hemmings)              | - John Logan per Hugo (sobre novel·la The Invention of Hugo Cabret de Brian Selznick) - George Clooney, Grant Heslov i Beau Willimon per Els idus de març (sobre obra Farragut North de Beau Willimon) - Steven Zaillian, Aaron Sorkin i Stan Chervin per Moneyball (sobre llibre Moneyball de Michael Lewis) - Bridget O'Connor i Peter Straughan per El talp (sobre novel·la Tinker Tailor Soldier Spy de John le Carré) |
| 2012            | | |
|                 | Chris Terrio per Argo (sobre llibre The Master of Disguise d'Antonio J. Méndez i article The Great Escape de Joshuah Bearman) | - Lucy Alibar i Benh Zeitlin per Bèsties del sud salvatge (sobre obra Juicy and Delicious de Lucy Alibar) - David Magee per La vida de Pi (sobre novel·la La vida de Pi de Yann Martel) - Tony Kushner per Lincoln (sobre llibre Team of Rivals de Doris Kearns Godwin) - David O. Russell per La part positiva de les coses (sobre novel·la The Silver Linings Playbook de Matthew Quick) |
| 2013            | | |
|                 | John Ridley per 12 anys d'esclavitud (sobre memòries Twelve Years a Slave de Solomon Northup)                                 | - Richard Linklater, Julie Delpy i Ethan Hawke per Abans del capvespre (sobre personatges de la pel·lícula Abans de l'alba, escrita per Richard Linklater i Kim Krizan) - Billy Ray per Captain Phillips (sobre llibre A Captain's Duty de Richard Philips i Stephan Talty) - Steve Coogan i Jeff Pope per Philomena (sobre llibre The Lost Child of Philomena Lee de Martin Sixsmith) - Terence Winter per The Wolf of Wall Street (sobre memòries The Wolf of Wall Street de Jordan Belfort) |
| 2014            | | |
|                 | Graham Moore per The Imitation Game (sobre llibre Alan Turing: The Enigma d'Andrew Hodges)                                    | - Jason Hall per American Sniper (sobre autobiografia American Sniper de Chris Kyle, Scott McEwan i Jim DeFelice) - Paul Thomas Anderson per Inherent Vice (sobre novel·la Inherent Vice de Thomas Pynchon) - Anthony McCarten per The Theory of Everything (sobre llibre Travelling to Infinity: My Life with Stephen Hawking de Jane Wilde Hawking) - Damien Chazelle per Whiplash (sobre curtmetratge Whiplash, escrit per Damien Chazelle) |
| 2015            | | |
| Adam McKay      | Adam McKay i Charles Randolph per The Big Short (sobre llibre The Big Short de Michael Lewis)                                 | - Nick Hornby per Brooklyn (sobre novel·la Brooklyn de Colm Tóibín) - Phyllis Nagy per Carol (sobre novel·la The Price of Salt de Patricia Highsmith) - Drew Goddard per The Martian (sobre novel·la The Martian de Andy Weir) - Emma Donoghue per Room (sobre novel·la Room de Emma Donoghue) |
| 2016            | | |
| Barry Jenkins   | Barry Jenkins i Tarell Alvin McCraney per Moonlight (sobre obra In Moonlight Black Boys Look Blue de Tarell Alvin McCraney)   | - Eric Heisserer per Arrival (sobre novel·la curta Story of Your Life de Ted Chiang) - August Wilson per Fences (sobre obra Fences d'August Wilson) - Theodore Melfi i Allison Schroeder per Hidden Figures (sobre llibre Hidden Figures de Margot Lee Shetterly) - Luke Davies per Lion (sobre memòries A Long Way Home de Saroo Brierley i Larry Buttrose) |
| 2017            | | |
|                 | James Ivory per Call Me by Your Name (sobre la novel·la Call Me by Your Name d'André Aciman)                                  | - Scott Neustadter i Michael H. Weber per The Disaster Artist (sobre llibre The Disaster Artist: My Life Inside The Room, the Greatest Bad Movie Ever Made de Greg Sestero i Tom Bissell) - Scott Frank, James Mangold i David Green per Logan (sobre els personatges del còmic X-Men de Stan Lee i Jack Kirby) - Aaron Sorkin per Molly's Game (sobre memòries Molly's Game de Molly Bloom) - Virgil Williams i Dee Rees per Mudbound (sobre novel·la Mudbound de Hillary Jordan) |
| 2018            | | |
| Spike Lee       | Spike Lee, David Rabinowitz, Charlie Wachtel i Kevin Willmott per BlacKkKlansman (sobre les memòries de Ron Stallworth)       | - Joel Coen i Ethan Coen per The Ballad of Buster Scruggs (sobre històries curtes All Gold Canyon de Jack London i The Gal Who Got Rattled de Stewart Edward White) - Nicole Holofcene i Jeff Whitty per Can You Ever Forgive Me? (sobre les memòries de Lee Israel) - Barry Jenkins per If Beale Street Could Talk (sobre la novel·la de James Baldwin) - Bradley Cooper, Will Fetters i Eric Roth per A Star is Born (sobre el guió cinematogràfic de 1954 de Moss Hart, el guió cinematogràfic de 1976 de Joan Didion, John Gregory Dunne i Frank R. Pierson; i la història de Robert Carson i William A. Wellman)                                                         |
| 2019            | | |
|                 | Taika Waititi per Jojo Rabbit (Basada en el llibre Caging Skies de Christine Leunens)                                         | - Steven Zaillian per The Irishman (Sobre el llibre I Heard You Paint Houses de Charles Brandt) - Todd Phillips i Scott Silver per Joker (sobre els personatges de còmics de Bill Finger, Bob Kane i Jerry Robinson) - Greta Gerwig per Donetes (sobre la novel·la de Louisa May Alcott) - Anthony McCarten per The Two Popes (L'obra The Pope de McCarten) |

### Dècada del 2020
| Guanyador      | Nominats | |
| 2020           | 2020 | 2020 |
| -------------- | --- | --- |
| Florian Zeller | Christopher Hampton i Florian Zeller per El pare (sobre l'obra Le Père de Florian Zeller)                                                           | - Sacha Baron Cohen, Peter Baynham, Jena Friedman, Anthony Hines, Lee Kern, Dan Mazer, Erica Rivinoja i Dan Swimer per Borat Subsequent Moviefilm (sobre personatge Borat Sagdiyev) - Chloé Zhao per Nomadland (sobre el llibre Nomadland de Jessica Bruder) - Kemp Powers per One Night in Miami (sobre l'obra One Night in Miami de Kemp Powers) - Ramin Bahrani per The White Tiger (sobre la novel·la The White Tiger de Arvind Adiga) |
| 2021           | | |
|                | Sian Heder per CODA (sobre el guió cinematogràfic La família Bélier de Victoria Bedos, Thomas Bidegain, Stanislas Carré de Malberg i Éric Lartigau) | - Ryusuke Hamaguchi i Takamasa Oe per Drive my car (sobre el conte curt de Haruki Murakami) - Eric Roth, Jon Spaihts i Denis Villeneuve per Dune (sobre la novel·la Duna de Frank Herbert) - Maggie Gyllenhaal per The Lost Daughter (sobre la novel·la d'Elena Ferrante) - Jane Campion per The Power of the Dog (sobre la novel·la de Thomas Savage) |
| 2022           | | |
|                | Sarah Polley per Elles parlen (sobre la novel·la Women Talking de Miriam Toews)                                                                     | - Edward Berger, Lesley Paterson i Ian Stokell per Res de nou a l'oest (sobre la novel·la homònima de Erich Maria Remarque) - Rian Johnson per Punyals per l'esquena: El misteri de Glass Onion (sobre el personatge de Benoit Blanc de la pel·lícula “Knives Out” de Rian Johnson) - Kazuo Ishiguro per Living (sobre la Ikiru de Shinobu Hashimoto, Akira Kurosawa i Hideo Oguni) - Ehren Kruger, Christopher McQuarrie, Eric Warren Singer, Peter Craig I Justin Marks per Top Gun: Maverick (sobre els personatges de la pel·lícula Top Gun de Jim Cash i Jack Epps Jr.) |
| 2023           | | |
|                | Cord Jefferson per American Fiction (sobre la novel·la Erasure de Percival Everett)                                                                 | - Noah Baumbach i Greta Gerwig per Barbie (sobre els personatges creats per Ruth Handler) - Christopher Nolan per Oppenheimer (sobre el llibre American Prometheus: The Triumph and Tragedy of J. Robert Oppenheimer de Kai Bird i Martin J. Sherwin) - Tony McNamara per Poor Things (sobre la novel·la Poor Things: Episodes from the Early Life of Archibald McCandless M.D., Scottish Public Health Officer d'Alasdair Gray) - Jonathan Glazer per La zona d'interès (sobre la novel·la homònima de Martin Amis)                                                         |

## Superlatius
| Rècord                | Guionista            | Pel·lícula           | Edat (en anys) | Ref.  |
| --------------------- | -------------------- | -------------------- | -------------- | ----- |
| Guanyador de més edat | James Ivory          | Call Me by Your Name | 89             |       |
| Nominat de més edat   | James Ivory          | Call Me by Your Name | 89             | [ 8 ] |
| Guanyador més jove    | Ernest Thompson      | On Golden Pond       | 32             |       |
| Guanyador més jove    | Charlie Wachtel      | BlacKkKlansman       | 32             |       |
| Nominat més jove      | Joseph L. Mankiewicz | Skippy               | 21             |       |